# Teucrium fruticans
Espèce
Classification phylogénétique
Teucrium fruticans, la Germandrée arbustive ou Germandrée en arbre, est une espèce de plantes à fleurs de la famille des Lamiaceae, du genre Teucrium dans les classification classique et phylogénétique. Cette plante fait partie des espèces protégées en France, elle n'est signalée que le long du littoral méditerranéen jusqu'aux Pyrénées-Orientales ; elle est cultivée, rarement spontanée.